# Großes Haus (Thalitter)

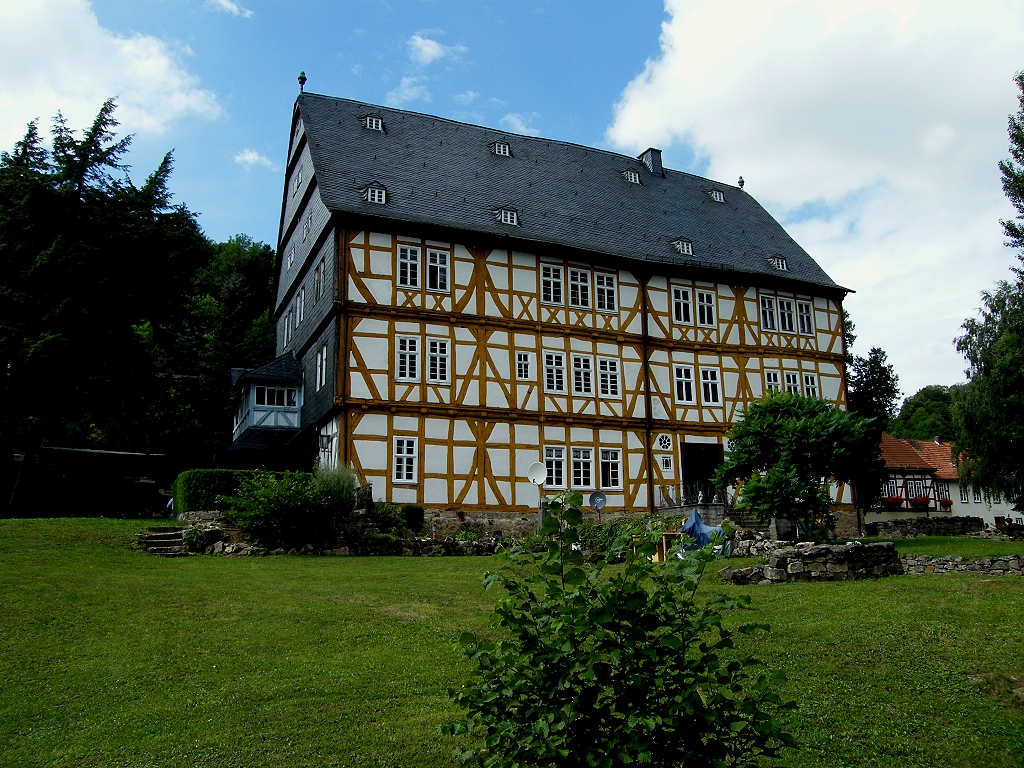
Das Große Haus (Juli 2010)

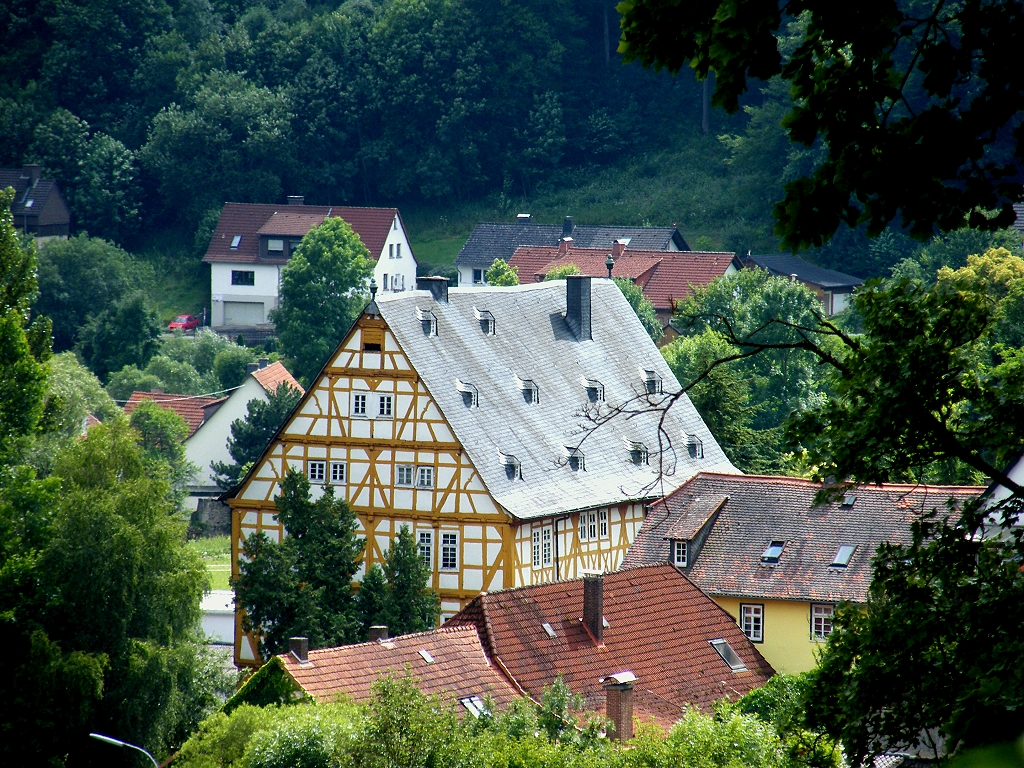
Das Große Haus, Blick von der Itterburg (Juli 2010)

Das Große Haus in Thalitter, einem Ortsteil der Gemeinde Vöhl im nordhessischen Landkreis Waldeck-Frankenberg, ist ein ehemaliges, möglicherweise auch zur Nutzung als Jagdschloss gedachtes Herrenhaus, das von 1718 bis 1868 als Bergamtsgebäude und danach bis 1970 als Wohnhaus eines Gutshofs diente. Es befindet sich heute in Privatbesitz und steht unter Denkmalschutz.

## Das Gebäude
Das auffällige und im Ortsbild dominierende Haus steht unmittelbar westlich der durch Thalitter verlaufenden B 252, von dieser nur durch einen 25 m breiten Waldstreifen getrennt. Es ist ein dreigeschossiger Fachwerkbau von etwa 24 × 14 m Grundfläche mit sorgfältiger symmetrischer Holzanordnung. Mit seinem Schieferdach und seiner in den oberen Stockwerken breiter werdenden Stockwerkbauweise entspricht es dem Fachwerkbau der frühen Neuzeit. Die drei Fachwerkgeschosse stehen auf einem massiven Kellergeschoss und tragen noch einmal drei Dachgeschosse unter dem beiderseits mit Dachgauben versehenen Satteldach. Die der Itterburg abgewandte südwestliche Giebelseite ist verschiefert.

## Geschichte
Nach dem Tod des Landgrafen Georg II. von Hessen-Darmstadt im Jahre 1661 erhielt dessen zweiter Sohn Georg III. (1732–1776) von seinem Bruder Ludwig VI. als Paragium die Herrschaft Itter um Vöhl im ehemaligen Ittergau in Nordhessen. Er residierte auf dem Hof Lauterbach und in Vöhl, wollte die Itterburg als Residenz ausbauen und ließ sich in Thalitter, unterhalb der Burg und auf dem gegenüberliegenden Itterufer, ein herrschaftliches Haus errichten, das Zentrum eines landgräflichen Guts war und er wohl auch als Jagdschloss zu nutzen gedachte. Georg III. starb aber bereits vor Ende der Arbeiten. Da er keine männlichen Erben hinterließ, fiel sein Paragium zurück an seinen Neffen Ludwig VII. von Hessen-Darmstadt. Landgraf Ernst Ludwig verpfändete 1691 die Herrschaft Itter an den Augsburger Kaufmann und Gutsbesitzer Johann Matthäus Koch von Gailenbach, löste das Pfand aber bereits 1695 wieder ein. Das im Auftrag Georgs III. in Thalitter erbaute große Herrenhaus wurde als Wohnsitz der dortigen landgräflichen Meierei genutzt.
Als Ludwig Balthasar Müller im Jahre 1709 in der Appelau zwischen Thalitter und Dorfitter den ersten Schacht abteufte, begann der Kupferbergbau im Tal der Itter. Sehr bald folgten weitere Schächte in der Gemarkung von Thalitter, und bereits 1712 entstand eine Kupferhütte bei Thalitter. Landgraf Ernst Ludwig, der dringend auf die Einnahmen aus dem Kupferbergbau angewiesen war, förderte die Entwicklung, ernannte Müller bereits 1709 zum Berginspektor und verlegte, nach einer persönlichen Besichtigung im Jahr 1715, das zunächst in Vöhl angesiedelte Bergamt nach Thalitter. Ab 1718 diente das große Herrenhaus, das in diesem Jahr durch Schenkung des Landgrafen in den Besitz Müllers kam, dann als Bergamtsgebäude und Sitz des Berginspektors. Diese Funktion hatte es bis zum Jahr 1868, als der Kupferbergbau in Thalitter eingestellt wurde.

## Herkunfts-Kontroverse
Über Alter und Herkunft des Hauses herrscht noch insofern Unsicherheit, als es ein wieder aufgerichteter Fachwerkbau sein könnte. Einer Überlieferung nach schenkte Landgraf Ludwig VIII., der von 1739 bis 1768 in Darmstadt regierte, den Hauptbau des landgräflichen Jagdhofs Kleudelburg bei Battenberg dem für den Kupferbergbau im Ittertal verantwortlichen Oberberginspektor Ludwig Balthasar Müller († 1746). Der soll das dortige Gebäude niederlegen und im Meierhof in Thalitter als das „Große Haus“ wiedererrichten lassen haben; so berichtet es beispielsweise C. F. Günther in seinem 1853 erschienenen Werk Bilder aus der Hessischen Vorzeit, Allerdings heißt es beim Geschichtsverein Itter-Hessenstein, dass das Große Haus nicht von der Kleudelburg ins Ittertal versetzt, sondern nach dendrochronologischen Untersuchungen bereits 1679 mit Holz aus jener Zeit und in Thalitter für Georg III. von Hessen-Darmstadt erbaut worden sei. In der Tat passt das Große Haus stilistisch nicht zu dem ab 1721 errichteten Gebäudeensemble von Kleudelburg, und der Kaufbrief aus dem Jahre 1718 weist eindeutig aus, dass es zu diesem Zeitpunkt bereits in Thalitter stand. Als Landgraf Ernst Ludwig 1719 das Bergwerk in Thalitter besuchte, wohnte er bei Oberberginspektor Müller in diesem Haus. Es ist möglich, aber angesichts seiner Größe wenig wahrscheinlich, dass das Haus vor dem 1721 beginnenden Ausbau der Kleudelburg zum großen Jagdschloss dort gestanden hatte, aber dann wegen der wirtschaftlich wichtigen Entwicklung im Ittertal nach Thalitter transferiert und einem finanziell einträglicheren Zweck zugeführt wurde.
Koordinaten: 51° 13′ 6″ N, 8° 53′ 45″ O